# 单叶鹿蹄草
单叶鹿蹄草（学名：Pyrola monophylla）为鹿蹄草科鹿蹄草属下的一个种。其种加词“monophylla”意为“单叶的”。